# Charles W. Sawyer

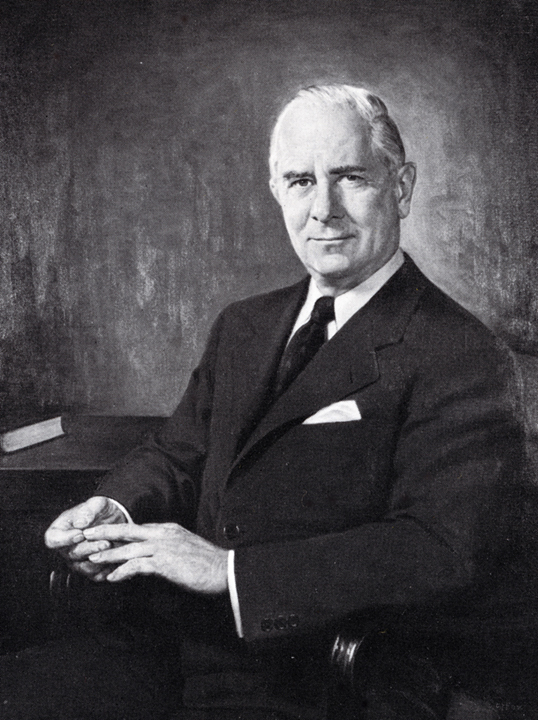
Charles W. Sawyer

Charles W. Sawyer, född 10 februari 1887 i Cincinnati, Ohio, död 7 april 1979 i Palm Beach, Florida, var en amerikansk demokratisk politiker och diplomat. Han tjänstgjorde som USA:s handelsminister 1948-1953.
Sawyer avlade 1908 kandidatexamen vid Oberlin College och 1911 juristexamen vid University of Cincinnati. Han deltog i första världskriget i USA:s armé och befordrades till major.
Sawyer var viceguvernör i Ohio 1933-1935. Han förlorade guvernörsvalet i Ohio 1938 mot John W. Bricker. Han var USA:s ambassadör i Belgien 1944-1945.
USA:s handelsminister W. Averell Harriman avgick 1948 för att ta på sig ett diplomatiskt uppdrag som specialsändebud i Europa i anknytning med verkställandet av Marshallplanen. President Harry S. Truman utnämnde Sawyer till handelsminister. Han fick fortsätta under Trumans andra mandatperiod som president och avgick 1953 i samband med att demokraterna förlorade kontrollen över Vita huset.
Sawyer skrev boken Concerns of a Conservative Democrat som utkom 1968 på förlaget Southern Illinois University Press. Hans grav finns på Spring Grove Cemetery i Cincinnati.